# Alto Araguaia
Alto Araguaia é um município brasileiro do estado de Mato Grosso, localizado na latitude sul 17º18’53”, longitude oeste 53º12’05”, a uma altitude de 662 metros acima do nível do mar. A área do município é de 5.538 km² e sua população foi estimada em 19 385 habitantes, em 2020.

## História
A localidade foi inicialmente nomeada "Santa Rita do Araguaia", homenagem à padroeira e rio que se encontra em seu território e divide os estados do Mato Grosso e de Goiás. O município foi criado em 1921, momento em que era marcado por grandes conflitos de garimpeiros, que se estenderam até o final da década.
Em 2 de agosto de 1933, Santa Rita do Araguaia foi encampada por Lageado, sendo extinta. Em 26 de outubro de 1938, foi restaurada com o nome atual. Seu antigo nome foi dado a uma cidade constituída em sua divisa, no estado de Goiás.

## Geografia
A cidade é cortada pela BR-364 e se localiza a 415 km da capital Cuiabá e 515 km de Goiânia. Por sua localização geográfica, Alto Araguaia é parte do chamado "Mato Grosso goiano", uma região de estado do Mato Grosso que possui forte influência cultural e social provinda do estado de Goiás. A região também é conhecida como Vale do Araguaia.

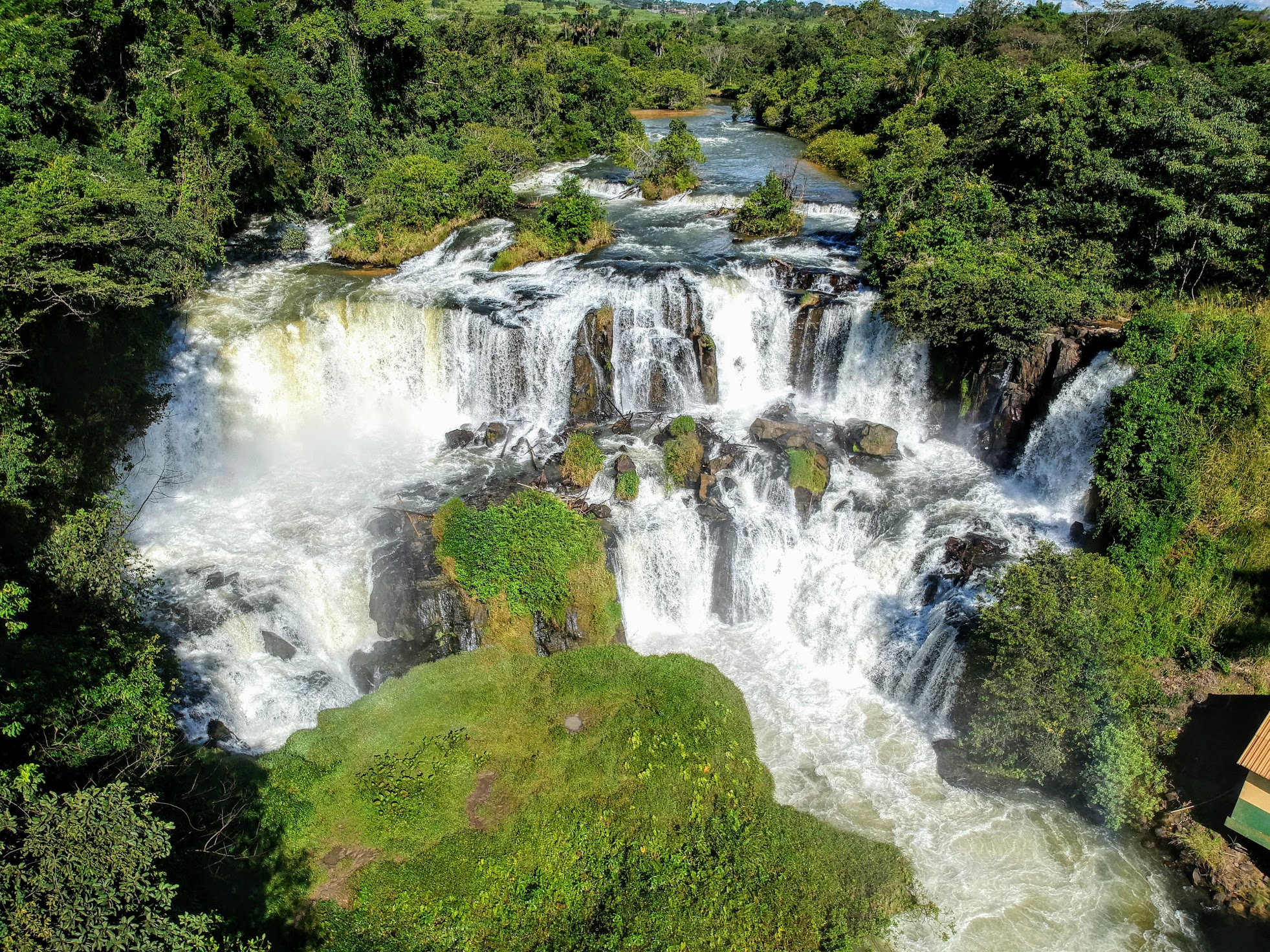
Cachoeira Filinto Muller

### Clima
Segundo dados do Instituto Nacional de Meteorologia (Inmet), a temperatura mínima foi de 0 °C (em 18 de julho de 2000) e a máxima foi de 35 °C (em 18 de setembro de 2010). O maior volume acumulado de chuvas em 24 horas foi de 191,0 mm (em 1 de dezembro de 1983).

## Esporte
Dentre os equipamentos de desporto, a cidade conta com o Estádio Bilhão.

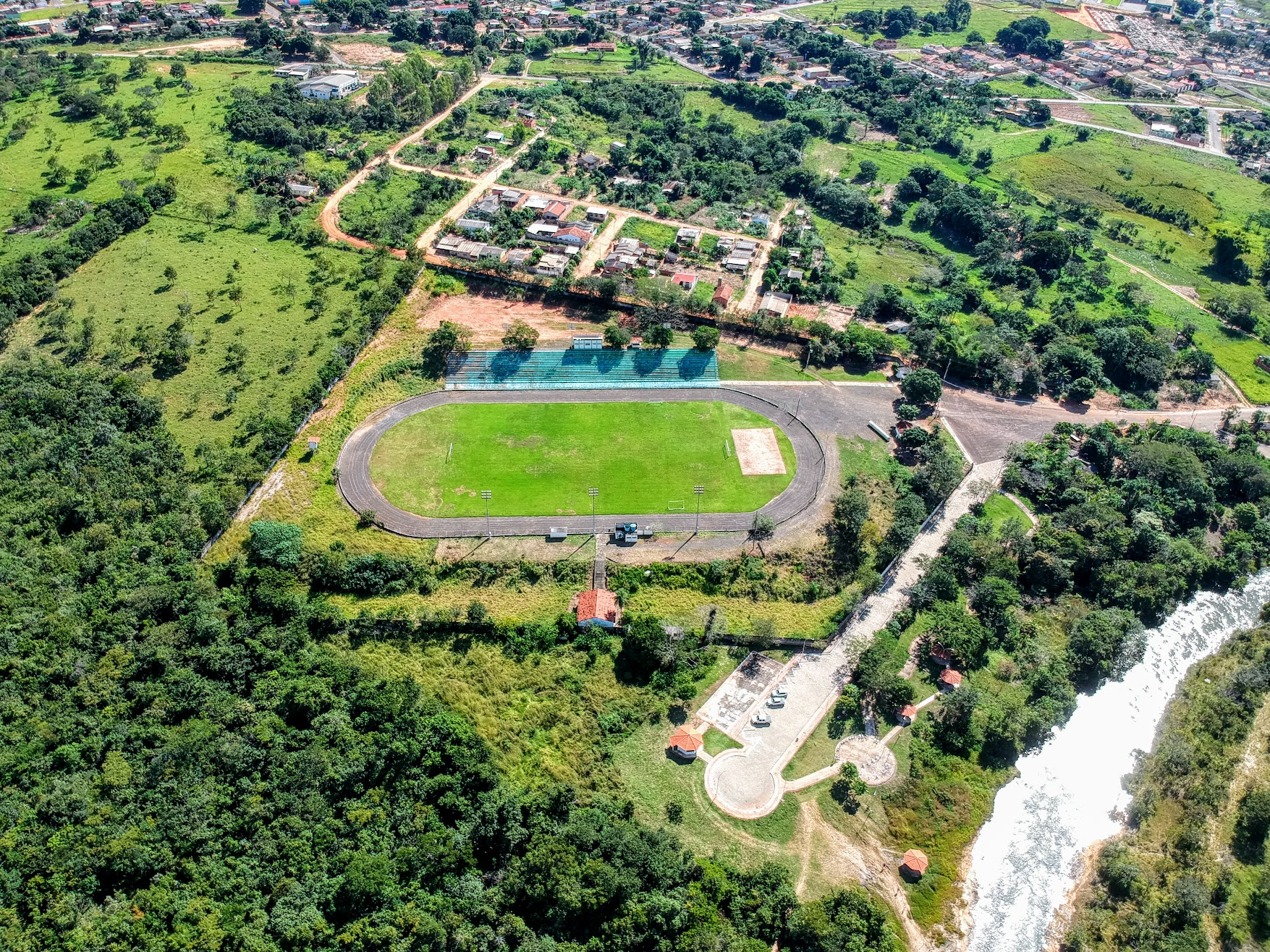
Estádio Bilinão

## Comunicação

### Televisão Aberta
- TV ARAGUAIA (RECORD), CANAL 6.1HD - (GMTCOM) LOCAL[8]
- TV SANTA RITA (BAND), CANAL 11 -  (GMTCOM)[9]
- RTV:   CENTRO AMERICA, CANAL 08 - (GLOBO MT)[9]
- RTVD: CENTRO AMERICA, CANAL 35.1 HDTV - (GLOBO MT)[9]

### Rádio
- RADIO CIDADE, FM 92.9[10]
- RADIO AURORA, FM 99.7 (GMTCOM)[11]

## Últimos prefeitos eleitos
| Ano  | Prefeito           | Partido | Votos | %     | Ref    |
| ---- | ------------------ | ------- | ----- | ----- | ------ |
| 2004 | Maia Neto          | PL      | 5.447 | 72,93 | [ 12 ] |
| 2008 | Gordo              | PT      | 3.379 | 38,72 | [ 13 ] |
| 2012 | Maia Neto          | PR      | 7.365 | 80,72 | [ 14 ] |
| 2016 | Gustavo Melo       | PSB     | 6.152 | 64,76 | [ 15 ] |
| 2020 | Gustavo Melo       | PSB     | 4.805 | 54,34 | [ 16 ] |
| 2024 | Jacson Niedermeier | UB      | 6.515 | 73,55 | [ 17 ] |